# Algoza
La algoza, también llamada alghoza o beenon, es un instrumento musical tradicional de la India y Pakistán que se utiliza sobre todo en la región del Punyab. Está formado por dos flautas de pico unidas, una de ellas sirve para ejecutar la melodía y la segunda se utiliza como bordón. La interpretación se realiza soplando por las dos flautas simultáneamente, manteniendo un flujo continuo de aire. Para su fabricación se utilizan dos tipos de madera, kirar (Capparis decidua) para la flauta que produce notas graves, y madera de taalhi (Dalbergia Sissoo) para la flauta que emite las notas agudas. 

## Historia
Los orígenes del instrumento no se conocen con exactitud, para algunos procede del mismo Punyab, otros afirman que procede de Irán desde donde se extendió a Baluchistán y luego a Sindh. Según el profesor Zulifqar Ali Qureshi, se originó en Egipto y Mesopotamia hace 9500 años y se extendió a Persia, Sindh y Rajastán, experimentando a lo largo del tiempo diferentes modificaciones.

## Técnica

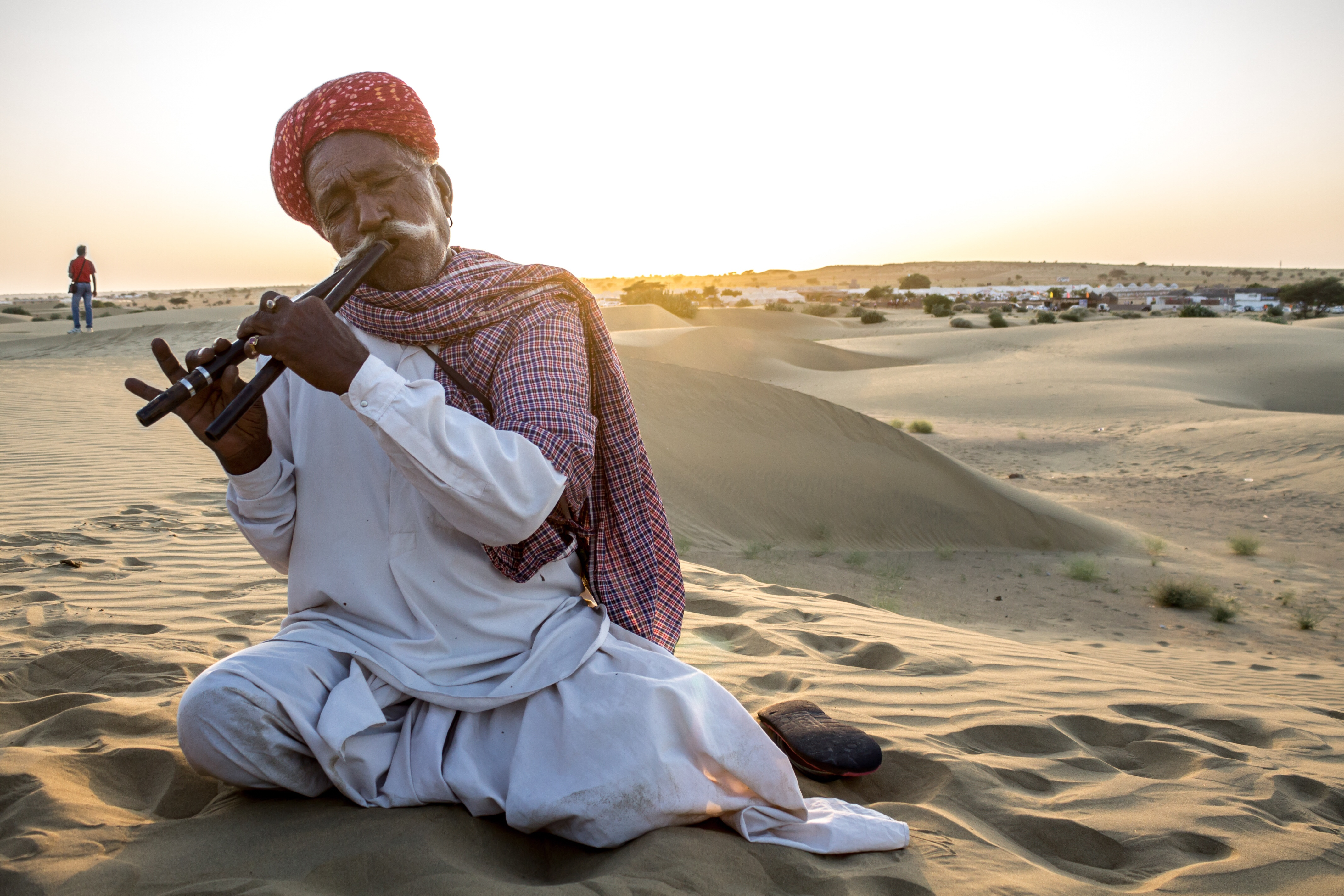
Intérprete de algoza en el desierto de Rajasthan (India)

El intérprete utiliza la técnica de respiración circular que consiste en evitar la interrupción del sonido al respirar, inhalando aire por la nariz mientras sopla. Esta técnica se emplea en otros instrumentos tradicionales, entre ellos el didgeridoo de Australia, la sorna de Oriente Medio, el arghul de Egipto, la alboka vasca y el launeddas de Cerdeña.

## Sinonimia
El instrumento recibe multitud de nombres alternativos: alghoza, algoja, nagoja, mattiyan, jōrhi, pāwā jōrhī, do nālī, donāl, girāw, satārā y nagōze.